# Venancio Pérez García
Venancio Pérez García, més conegut com a Venancio, (Sestao, 22 d'abril de 1921 - Sant Sebastià, 28 novembre de 1994) va ser un futbolista basc. La seva demarcació més habitual va ser la d'extrem dret i els seus equips professionals van ser l'Erandio Club, el Barakaldo CF i l'Athletic Club de Bilbao, on va jugar deu temporades entre 1945 i 1955 i va formar part de l'anomenada «segona davantera històrica» del club bilbaí.

## Trajectòria
Procedent d'una família humil, Venancio va començar a treballar a una edat primerenca als Altos Hornos de Vizcaya. Alt i de complexió atlètica, en la seva joventut va practicar pilota mà (una modalitat de la pilota basca), i no es va introduir en la pràctica del futbol professional fins als 24 anys. Estant en el XXV Regiment d'Artilleria a Vitòria, va començar a jugar com passatemps, i el 1944 es va incorporar a la Sociedad Deportiva Erandio Club. Aquest mateix any es va proclamar campió de la tercera divisió espanyola amb l'equip erandiotarra i va percebre una prima de 700 pessetes.
A la meitat de la temporada 1944/45 va fitxar per l'Athletic Club (llavors anomenat «Atlético de Bilbao» per imposició franquista), equip que li va pagar una fitxa de 25.000 pessetes. Va debutar a primera divisió amb l'equip bilbaí a San Mamés el 8 d'abril de 1945 enfront del Reial Oviedo, amb victòria dels visitants per 0-1.
Malgrat que el 1945 l'equip va guanyar la copa del Generalísimo, en les seves tres primeres campanyes com blanc-i-vermell Venancio només va disputar 22 partits. El club va decidir cedir-lo al Barakaldo CF de la segona divisió. Mentre va durar la cessió, el seu lloc en l'onze bilbaí el va ocupar el veterà José Iraragorri.
Però tot just després d'una temporada i mitja al conjunt groc-i-vermell, l'Athletic va repescar Venancio a la temporada 1948/49. En el primer partit de la seva nova etapa com a blanc-i-vermell va marcar 2 gols (Athletic 2 - CE Alcoià 0). Venancio es va fer un lloc en l'equip titular i va passar a ser integrant de la «segona davantera històrica» del club bilbaí, juntament amb Zarra, Gaínza, Iriondo i Panizo. En aquesta segona etapa de Venancio l'Athletic va guanyar la copa del Generalísimo de 1950 i la de 1955, així com la copa Eva Duarte (precursora de la Supercopa d'Espanya) el 1950. Amb el pas dels anys va anar endarrerint la seva posició en el camp fins a acabar jugant de defensa central.
Al final de la temporada 1954-1955, Venancio es va retirar com a jugador de l'Athletic Club. En total va disputar 167 partits a primera divisió, en què va marcar 68 gols, i 39 de copa, en què va marcar-ne 21.
Venancio va jugar encara una temporada més al Barakaldo CF a la segona divisió.
A més, Venancio va jugar 11 partits amb la selecció espanyola: 8 amistosos i 3 partits oficials de classificació per a la Copa del Món 1954. El seu debut va tenir lloc el 12 de juny de 1949 davant Irlanda al Dalymount Park de Dublín. Va acabar amb el resultat d'1 a 4 a favor d'Espanya. El seu primer gol com a internacional el va marcar a Bèlgica el 19 de març de 1953.

## Palmarès
- 3 copes d'Espanya (Copa del Generalíssim): 1944-45, 1949-50 i 1954-55.
- 1 copa Eva Duarte: 1950.